# Güttenbach
Güttenbach (węg. Pinkóc, burg.-chorw. Pinkovac) – gmina targowa w Austrii, w kraju związkowym Burgenland, w powiecie Güssing. Według Austriackiego Urzędu Statystycznego liczyła 918 mieszkańców (1 stycznia 2014).